# ロボキッス
「ロボキッス」は、辻希美と加護亜依による歌手ユニット・Wの3枚目のシングル。2004年10月14日発売。

## 概要
- 前作「あぁ いいな!」に引き続き、本作もミュージック・ビデオにBerryz工房の8人（当時）が出演している。

## 収録曲
全作詞・作曲：つんく
1. ロボキッス
編曲：高橋諭一
2. SEXY SNOW
編曲：鈴木Daichi秀行
3. ロボキッス (Instrumental)

## 参加ミュージシャン
ロボキッス
- プログラミング&ギター：高橋諭一
- ストリングアレンジ：田中直
- コーラス：W・つんく

SEXY SNOW
- プログラミング&ギター：鈴木Daichi秀行
- バイオリン：弦一徹
- コーラス：竹内浩明・つんく

## カバー
- usabeni×中村ソゼ - トリビュートアルバム『シューティング スター』（2024年11月11日発売）に収録。